# 임강성
임강성(林江成, 1981년 12월 23일 ~ )은 대한민국의 가수, 배우이다.

## 학력
- 일산동고등학교 졸업(2000년)
- 동아방송대 방송연예학과 중퇴(2000년)
- 중부대학교 연극영화학과 학사(2006년)
- 경희대학교 아트퓨전디자인대학원 퍼포밍아트학과 예술학 석사(2013년)

## 경력
- 에이즈예방 홍보대사
- 그룹 '초월' 멤버
- 프로젝트 그룹 '세룰리안블루' 멤버

## 출연작

### 드라마
- 1997년 MBC 《나》
- 2002년 SBS 《레츠고》
- 2010년 SBS 《괜찮아, 아빠딸》 - 정진구 역
- 2011년 SBS 《무사 백동수》 - 홍사해 역
- 2014년 OCN 《닥터 프로스트》 - 김정훈 역
- 2015년 tvN 《신분을 숨겨라》 - 유진우 역
- 2015년 SBS 《용팔이》 - 차세윤 역
- 2015년 MBC 《그녀는 예뻤다》 - 발등남 역
- 2015년 OCN 《귀신 보는 형사 처용 2》 - 조남호 역
- 2017년 OCN 《터널》 - 마영길 역
- 2017년 KBS2 《마녀의 법정》 - 윤민주 역
- 2017년 MBC 《돈꽃》 - 장여천 역
- 2018년 MBC 《내사랑 치유기》 - 박전승 역
- 2019년 JTBC 《으라차차 와이키키 2》 - 유민 역

### 영화
- 2020년 《소리도 없이》 - 용석 역
- 2023년 《빈틈 없는 사이》 - 동원창 역

### 앨범
- 2003년 Always 강성 1집
- 2004년 6월 25일 성장(成長) 강성 2집
- 2006년 초월 초월1집
- 2009년 널 만나러 간다 (Digital Single)
- 2009년 인인 (忍人) (Digital Single)
- 2010년 비몽 (悲夢) (Digital Single)
- 2010년 남자..버림받다 (Digital Single)
- 2012년 어떻게 사랑해 (Digital Single)
- 2013년 내손을 잡아요 (Digital Single)

### 뮤지컬
- 2003년 SBS 《어린이 뮤지컬 신밧드》
- 2007년~2008년 《사랑은 비를 타고》｜동현
- 2011년 《온에어 초콜릿》｜알렉스
- 2012년 《달고나》｜정한태
- 2012년 《영웅을 기다리며》｜ 사스케
- 2012년 《막돼먹은 영애씨》｜ 원준
- 2013년 《아르센 루팡》｜이지도르
- 2013년 《김종욱찾기》｜김종욱& 첫사랑
- 2013년 《막돼먹은 영애씨》｜ 원준
- 2013년 《영웅을 기다리며》｜사스케
- 2016년 《최치원 - 경주》｜최치원
- 2016년 《더맨인더홀》｜하루
- 2016년 《파이브코스러브》｜남1
- 2017년 《빨래》｜솔롱고

### OST
- 2002년 SBS 《야인시대》야인
- 2003년 영화 《나비》사랑해
- 2003년 어린이만화영화 《포켓몬스터》
- 2010년 SBS 《세 자매》슬픈 거짓말
- 2010년 SBS 《괜찮아, 아빠딸》가슴이 말해

## 수상 및 후보
| 연도 | 시상식       | 부문                       | 작품          | 결과 |
| ---- | ------------ | -------------------------- | ------------- | ---- |
| 2018 | MBC 연기대상 | 연속극부문 남자 우수연기상 | 내사랑 치유기 | 후보 |